# Gemeentelijke herindelingsverkiezingen in Nederland 2009
De Gemeentelijke herindelingsverkiezingen in Nederland 2009 waren tussentijdse verkiezingen voor een Nederlandse gemeenteraad die gehouden werden op 17 november 2009.
Deze verkiezingen werden gehouden in zestien gemeenten die betrokken waren bij een herindelingsoperatie die op 1 januari 2010 werd doorgevoerd.
De volgende gemeenten waren bij deze verkiezingen betrokken:
- de gemeenten Horst aan de Maas en Sevenum en de dorpen Meerlo, Swolgen en Tienray van de gemeente Meerlo-Wanssum: samenvoeging tot een nieuwe gemeente Horst aan de Maas; de dorpen Blitterswijck, Geijsteren en Wanssum van de gemeente Meerlo-Wanssum werden toegevoegd aan de bestaande gemeente Venray[1];
- de gemeenten Reiderland, Scheemda en Winschoten: samenvoeging tot een nieuwe gemeente Oldambt[2];
- de gemeenten Helden, Kessel, Maasbree en Meijel: samenvoeging tot een nieuwe gemeente Peel en Maas[3];
- de gemeenten Venlo en Arcen en Velden: samenvoeging tot een nieuwe gemeente Venlo[4];
- de gemeenten Moordrecht, Nieuwerkerk aan den IJssel en Zevenhuizen-Moerkapelle: samenvoeging tot een nieuwe gemeente Zuidplas[5]

In deze gemeenten zijn de reguliere gemeenteraadsverkiezingen van 3 maart 2010 niet gehouden.
Door deze herindelingen daalde het aantal gemeenten in Nederland van 441 naar 431.